# Johannes Søbøtker
Johannes Søbøtker (9. august 1777 på Sankt Croix – 23. marts 1854 på Frederiksberg) var en dansk handelsmand og guvernør over øerne Sankt Jan og Sankt Thomas i Dansk Vestindien i flere perioder.
Han var søn af plantageejer og generalkrigskommissær Adam Levin Søbøtker og Susanne van Beverhoudt, blev uddannet hos De Coninck & Co. og derefter hos svigerfaderen, bankier og skibsbygger Lars Larsen (han blev gift 2. marts 1796 med Johanne Margrethe Larsen (1777-1829)). Han oprettede så sammen med faderen sit eget rederi, der sejlede på Dansk Vestindien. Fra 1796 til 1818 var han bl.a. reder for fregatten Laurentius, og 1797 og 1798 reder for Anna O'Neil og Lorentze Charlotte. 1804 blev han optaget i Christian Vilhelm Duntzfelts firma, og i 1808 var Søbøtker reder for skibene Charlotte Frederikke, Den lille Cathrine og Akilles.
Johannes Søbøtker vendte permanent tilbage til Sankt Croix i 1820 og blev konstitueret præsident på Sankt Jan med tiltrædelse 7. marts 1826, udnævnt 30. august 1825. Generalguvernøren var da Johan Frederik Bardenfleth i Christiansted.
Han var konstitueret generalguvernør under Peter von Scholtens fravær fra 11. juli 1829, fungerende generalguvernør igen i 1831-1832 og 1834-1835, blev udnævnt til vicegeneralguvernør 6. maj 1832. Han blev udpeget til guvernør 4. august 1835 og tiltrådte tjenesten 1. november 1836. Han blev afskediget 8. december 1848 efter af være fratrådt den 1. i samme måned. Han fik titel af kammerherre 1830, blev Ridder af Dannebrogordenen 1826, Dannebrogsmand og slutteligt Kommandør 1837.
Søbøtker er derudover kendt som bygherren til landstedet Øregård i Hellerup, der nu er museum. Han havde tjent godt på handelen i tiderne før Napoleonskrigene. I 1806 købte han ejendommen og lod den stadig stående hovedbygning opføre ved Joseph-Jacques Ramée, der samtidig anlagde parken. Men han havde svært ved at omstille sig til de dårlige tider efter Englandskrigene. Han fik formøblet det meste af svigerfaderens formue samt den arv, som svigerfaderen efterlod ham, 120.000 rigsdaler. Efter sin flytning til Vestindien afhændede han derfor huset i 1821.
Han er begravet på Assistens Kirkegård.
Der findes en pastel og et portrætmaleri af Søbøtker, udført af Jens Juel 1788 (Øregaard Museum). Maleri af Eliab Metcalf, ca. 1825. Akvarel formentlig forestillende Søbøtker, af Fr. von Scholten (1834, Museet for Søfart).
Søbøtkers Allé et par gader væk fra Øregårdsparken er opkaldt efter ham.